# Berberis trifolia
Berberis trifolia är en berberisväxtart som beskrevs av Julius Hermann Schultes. Berberis trifolia ingår i släktet berberisar, och familjen berberisväxter. Inga underarter finns listade i Catalogue of Life.